# Joan Tuset i Suau
Joan Tuset i Suau (l'Arboç, 19 de desembre de 1957) és un pintor i escultor català. dels segles XX i XXI. Del seu estil són característiques les seves figures. Va crear un estil propi dins de l'art figuratiu, caracteritzat per les deformacions del cós i la seva ambigüitat en el pla intencional.

## Biografia
Es va formar artísticament a Tarragona i Barcelona. El 1976 va presentar la seva primera exposició a Tarragona. Durant la dècada del 1980 s'instal·la al Canadà, on hi roman durant 6 anys. Allí va exposar a les galeries Edimage, Joyce Yahouda Gallery, i Cultart amb la qual també exposarà més tard a The School of The Art Institute of Chicago, i a FIAC 87. Foire Internationale d'Art au Grand Palais de París.
L'any 1989 torna a París on hi viu durant 6 mesos i exposa a Galerie Vision Quai.
Aquestes estades produeixen un viratge fonamental a la seva vida i treball, ja que a partir d'aleshores les seves composicions figuratives, adquireixen una major força i tensió formal, els seus personatges una base més clàssica, i el seu estil s'enriqueix amb deformacions més personals i expressives. Quan torna a Catalunya, s'instal·la entre l'Arboç i Barcelona. Fa diverses exposicions dintre i fora d'Espanya, Tarragona, Girona, Barcelona, Valladolid, Salamanca, Düsseldorf, Roma, Portugal i París.

## Obra

### Pintura
Pintor fidel als seus principis figuratius, i a la figura humana, Joan Tuset és un artista que ha anat definint una proposta rigorosa i personal, assumint els valors de l'avantguarda i del classicisme. Utilitza la pintura per realçar la passió i la ironia amb una càrrega simbòlica que atorguen una inusual força dramàtica a la seva obra, donant lloc a múltiples interpretacions i a un fluir d'idees.
La Figura humana és essencial en la pintura de Joan Tuset, s'interessa per ella no només per reproduir-la segons la seva especial captació visual, sinó per expressar diversitat de situacions emocionals. L'honestedat d'expressió personal que hi ha a les obres de Tuset les fa molt interessants. Va crear un estil propi dins de l'art figuratiu, recognoscible per les seves deformacions del cos i la seva ambigüitat.
Segons Josep Maresme i Pedregosa, membre de l'ICOM, "el seu estil personal, el qual dona més força i personalitat a tota la seva obra, la fa entenedora, donant una visió molt pròpia, del sentiment de la bellesa. Penso que cal admirar detingudament la seva obra i saber-la assaborir com es mereix".
Més recentment, ha introduït en la seva obra reflexions més complexes i intel·lectualitzades, sobre el seu entorn, les coses que l'envolten, el seu taller, la seva espiritualitat, el seu dia a dia de les quals pren idees per crear el seu art.

### Escultura

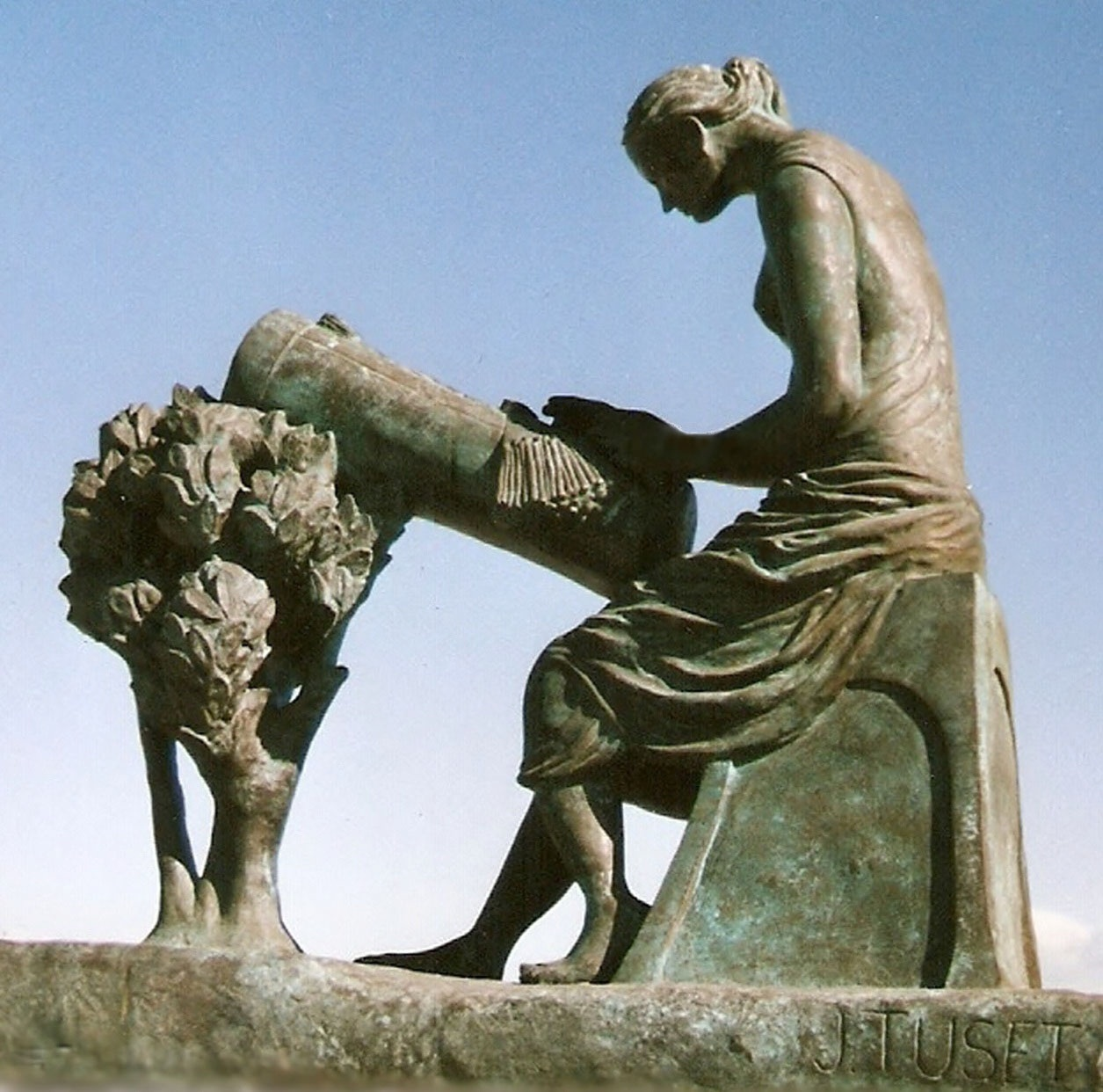
Monument a la puntaire de l'Arboç. Obra en bronze de l'escultor Joan Tuset 2005

L'escultura és una disciplina a la qual s'enfronta en comptades ocasions. Des de la infància va mostrar aptituds per a l'escultura, començant a modelar fang a una prompta edat. En el camp tridimensional de l'escultura utilitza generalment terracota, guix, i bronze, sense renunciar a altres materials que puguin enriquir el resultat final de l'obra.
L'any 2005 va rebre l'encàrrec de fer el Monument a la puntaire de l'Arboç, obra en bronze que està situat en una de les rotondes, de la N-340 a l'entrada de l'Arboç (Tarragona)i que va ser inaugurada per l'aleshores, conseller de Comerç i Turisme de la Generalitat de Catalunya, Josep Huguet.

## Obra artística[calcitació]
- "El somni" 1986. tècnica mixta sobre lli 132 x 229 cm, Col·lecció Lavalin, Montreal.
- "Odalisca" 1987. tècnica mixta sobre lli 132 x 229 cm, Collection Kauffman, Montreal.
- "Les ratlles de llum" 1982. oli sobre lli 73 x 64 cm. Col·lecció particular, Vancouver.
- "Les sales d'espera" 1983. oli sobre lli 122 x 122 cm. Col·lecció particular, Montreal.
- "Les edats de l'Home" 1984. oli sobre lli 67 x 76 cm. Col·lecció particular, Montreal.
- "Tête d'homme" 2005. petita escultura en bronze 12 x 7 x 9 cm. Collection Madeleine Parizeau, Paris.
- "El rapte d'Europa" 1999. tècnica mixta sobre lli 60 x 60 cm, Col·lecció particular, Barcelona.[7]
- "La lluna ofesa" 2002. tècnica mixta sobre lli 60 x 60 cm, Col·lecció particular, Oviedo.
- "|Monument a la puntaire de l'Arboç" 2005. escultura en bronze 200 x 200 x 84 cm, Monument public,Tarragona.
- "El vi dels amants" 2012. tècnica mixta sobre lli 100 x 300 cm, Col·lecció particular, Barcelona.
- "The energy of memories" 2014. tècnica mixta sobre lli 50 x 150 cm, Col·lecció particular, Barcelona.